# Randall's Island
Pour les articles homonymes, voir Randall.
Randall's Island est une île située sur l'East River, à New York. Autrefois, elle constituait deux îles distinctes : Randall's Island proprement dite étant au nord et Ward's Island au sud, séparé par la Little Hell Gate (littéralement « Petite Porte de l'Enfer » en français) qui est aujourd'hui comblée. 
Randall's Island est séparée de l'arrondissement de Manhattan à l'ouest par le principal embranchement de la rivière, de Queens à l'est par la Hell Gate (« Porte de l'Enfer ») et du Bronx par le Bronx Kill, détroit reliant Harlem River à l'East River.
 
Selon le recensement des États-Unis de 2000, la population cumulée des deux îles est de 1 386 habitants, répartis sur une surface de 2,2 km2. 
Les deux îles servent d'intermédiaires dans le complexe du pont Robert F. Kennedy (Triborough Bridge) qui relie les trois arrondissements de Manhattan, de Queens et du Bronx.